# Nagelvijl
Een nagelvijl is een puntige vijl vervaardigd uit metaal, karton, glas of hout, die is bedoeld om de nagels te onderhouden. Vuil dat zich onder de nagels bevindt kan met behulp van een nagelvijl worden verwijderd. Ook kunnen de nagelranden ermee glad en in model worden geschuurd.
Een vijl heeft meestal een gladde handgreep en een ruwe kap. Deze kap is meestal voorzien van een scherpe, korrelige structuur. Bij kartonnen en houten vijlen wordt er eenvoudigweg een laagje schuurpapier op de kap aangebracht. Bij metalen vijlen is de kap meestal voorzien van een laagje metaal- of diamantslijpsel. De meest recent uitgevonden versie is de glasvijl, de kap van dit type vijl is gezandstraald en is daardoor ruw genoeg om de nagels mee te bewerken.
Metalen en glazen vijlen slijten niet of nauwelijks en zijn geschikt voor jarenlang gebruik. Kartonnen en houten vijlen moeten regelmatig worden vervangen.
De nagelvijl kan door een individu zelf worden gebruikt, maar ook door bijvoorbeeld de manicure of pedicure.